# Голема трапеза
Голема трапеза (на македонска литературна норма: Голема трпеза) е археологически обект, енеолитно и раннобронзово селище, разположено в землището на струмишкото село Ново Конярево, Северна Македония.
Обектът е на 100 m от границата с България. Селището е било разположено на заравненото плато на издължен рид. Има дължина около 150 m в посока север – юг и 70-ина метра в посока изток – запад. Ридът от западната, северната и източната страна е защитен със стърмни долове, а от южната страна с малък преслап е свързан с подножието на планината Беласица. Именно на тази част се намират останки от кула и крепостна стена на западната страна. В подножието на рида на северната страна тече реката Струмица. Съдейки по повърхностните заключения, селището е от късния енеолит - ранната бронзова епоха, което не изключва възможността в подълбоките слоеве да се открият останки и от неолитно време.